# راجپوت (فیلم)
راجپوت (به هندی: Rajput) فیلمی محصول سال ۱۹۸۲ و به کارگردانی ویجی آناند است. در این فیلم بازیگرانی همچون درمندرا، وینود کانا، راجش خانا، هما مالینی، تیان آمبانی، رانجیتا کائور، رانجیت، مراد و نظیر حسین ایفای نقش کرده‌اند.